# Club Almagro
A Club Almagro egy argentin labdarúgócsapat José Ingenieros városában. A egyesületet 1911. január 6-án alapították. A klub jelenleg a másodosztályban szerepel és a 19 000 néző befogadására alkalmas Estadio Almagroban játssza hazai mérkőzéseit.

## Sikerek
Copa de Competencia (AAmF)
- Döntős (2): 1920, 1924

Copa de Competencia Jockey Club
- Döntős (1): 1931

## Jelenlegi keret
2022. június 8. szerint.
| # |     | Poszt | Név                                                               |
| - | --- | ----- | ----------------------------------------------------------------- |
|   | ARG | K     | Cristian Aracena                                                  |
|   | ARG | K     | Emilio González (kölcsönben az Estudiantes (LP) csapatától)       |
|   | ARG | K     | Ezequiel Navarro                                                  |
|   | ARG | V     | Nahuel Basualdo                                                   |
|   | ARG | V     | Dante Cardozo                                                     |
|   | ARG | V     | Francisco Delorenzi                                               |
|   | ARG | V     | Nicolás Dematei                                                   |
|   | ARG | V     | Leonardo Ferreyra                                                 |
|   | ARG | V     | Mauricio Guzmán (kölcsönben az Estudiantes (LP) csapatától)       |
|   | ARG | V     | Gonzalo Jaque                                                     |
|   | ARG | V     | Brian Machuca                                                     |
|   | ARG | V     | Sebastián Valdez                                                  |
|   | ARG | KP    | Gastón Blanc                                                      |
|   | ARG | KP    | Federico Boasso                                                   |
|   | ARG | KP    | Agustín Bolívar (kölcsönben a Gimnasia y Esgrima (LP) csapatától) |
|   | ARG | KP    | Matías De Jesús                                                   |

| # |     | Poszt | Név                                                                  |
| - | --- | ----- | -------------------------------------------------------------------- |
|   | ARG | KP    | Facundo Díaz                                                         |
|   | ARG | KP    | Facundo Fabello                                                      |
|   | ARG | KP    | Gonzalo Giménez                                                      |
|   | ARG | KP    | Gonzalo Martínez                                                     |
|   | ARG | KP    | Juan José Ramírez                                                    |
|   | ARG | KP    | Walter Rueda                                                         |
|   | ARG | KP    | Franco Sivetti                                                       |
|   | ARG | CS    | Favio Cabral (kölcsönben a Talleres csapatától)                      |
|   | ARG | CS    | Sebastián Cocimano (kölcsönben a Gimnasia y Esgrima (LP) csapatától) |
|   | ARG | CS    | Tomás Conechny                                                       |
|   | ARG | CS    | Juan Da Rosa (kölcsönben az Independiente csapatától)                |
|   | ARG | CS    | Enzo Fernández                                                       |
|   | ARG | CS    | Emanuel Mercado                                                      |
|   | ARG | CS    | Nicolás Servetto                                                     |
|   | ARG | CS    | Franco Coman                                                         |

## Fordítás
Ez a szócikk részben vagy egészben  a   Club Almagro című angol Wikipédia-szócikk fordításán alapul.  Az eredeti cikk szerkesztőit annak laptörténete sorolja fel. Ez a jelzés csupán a megfogalmazás eredetét és a szerzői jogokat jelzi, nem szolgál a cikkben szereplő információk forrásmegjelöléseként.